# Liste der Kulturdenkmäler in Dill (Gemeinde)
In der Liste der Kulturdenkmäler in Dill sind alle Kulturdenkmäler der rheinland-pfälzischen Ortsgemeinde Dill aufgeführt. Grundlage ist die Denkmalliste des Landes Rheinland-Pfalz (Stand: 27. Oktober 2023).

## Denkmalzonen
| Bezeichnung                                                       | Lage                                                                                       | Baujahr                    | Beschreibung | Bild                           |
| ----------------------------------------------------------------- | ------------------------------------------------------------------------------------------ | -------------------------- | --- | ------------------------------ |
| Denkmalzone Burgruine Dill mit evangelischer Kirche und Pfarrhaus | Zur Burg Lage                                                                              | Mitte des 14. Jahrhunderts | Oberburg mit zweieinhalbgeschossigem Wohnturm, Mitte des 14. Jahrhunderts, Niederburg mit ehemaliger Burgkapelle, Vorburg mit Burgweg; Vorburg mit Burgweg; evangelische Pfarrhaus (siehe Zur Burg 3); Evangelische Kirche (siehe Zur Burg 5) | weitere Bilder Fotos hochladen |
| Denkmalzone Ortskern Dill                                         | Backesweg 2–4, Denkmalstraße 1–3, Dorfstraße 6–37, Johannesberg 1, 2, Zur Burg 1–6, 8 Lage | 17. bis 19. Jahrhundert    | ringförmige Bebauung um den Burgberg, bekrönt von mittelalterlicher Burgruine und evangelischer Kirche des frühen 18. Jahrhunderts, Ortsstruktur mindestens seit dem frühen 19. Jahrhundert bewahrt; erweiterte Bebauung mit Wirtschaftsgebäuden im späten 19. und der ersten Hälfte des 20. Jahrhunderts durch Teilabtragung des Burgberges; einzelne Gebäude des 17. Jahrhunderts, überwiegende Bebauung des 19. und frühen 20. Jahrhunderts, großer Fachwerkbestand | Fotos hochladen                |

## Einzeldenkmäler
| Bezeichnung             | Lage                       | Baujahr                            | Beschreibung                                                                                                   | Bild                           |
| ----------------------- | -------------------------- | ---------------------------------- | --- | ------------------------------ |
| Wohnhaus                | Backesweg 3 Lage           | 19. Jahrhundert                    | Fachwerkhaus, teilweise massiv, 19. Jahrhundert                                                                | BW                             |
| Quereinhaus             | Dorfstraße 7 Lage          | 19. Jahrhundert                    | Quereinhaus, Fachwerk, teilweise verschiefert, Krüppelwalmdach, 19. Jahrhundert                                | BW                             |
| Hofanlage               | Dorfstraße 10 Lage         | Ende des 19. Jahrhunderts          | Fachwerkhaus mit Kniestock, Ende des 19. Jahrhunderts, Fachwerkscheune, bezeichnet 1892; bauliche Gesamtanlage | BW                             |
| Wohnhaus                | Dorfstraße 11 Lage         | 1848                               | Fachwerkhaus mit Kniestock, bezeichnet 1848                                                                    | BW                             |
| Wohnhaus                | Dorfstraße 12 Lage         | 18. Jahrhundert                    | Fachwerkhaus, 18. Jahrhundert, bezeichnet 1842                                                                 | Fotos hochladen                |
| Wohnhaus                | Dorfstraße 19 Lage         | 18. Jahrhundert                    | Fachwerkhaus, teilweise massiv, Krüppelwalmdach, 18. Jahrhundert                                               | BW                             |
| Wohnhaus                | Dorfstraße 22 Lage         | Ende des 19. Jahrhunderts          | Fachwerkhaus mit Kniestock, Ende des 19. Jahrhunderts                                                          | BW                             |
| Tür                     | Dorfstraße, an Nr. 29 Lage | 1877                               | Tür, bezeichnet 1877                                                                                           | BW                             |
| Wohnhaus                | Dorfstraße 35 Lage         | zweite Hälfte des 19. Jahrhunderts | Fachwerkhaus mit Kniestock, zweite Hälfte des 19. Jahrhunderts; bauliche Gesamtanlage mit Fachwerkscheunen     | BW                             |
| Backhaus                | Zur Burg ohne Nummer Lage  | 18. oder 19. Jahrhundert           | eingeschossiger Putzbau, 18. oder 19. Jahrhundert                                                              | BW                             |
| Wohnhaus                | Zur Burg 2 Lage            | 18. Jahrhundert                    | Fachwerkhaus, 18. Jahrhundert                                                                                  | BW                             |
| Evangelisches Pfarrhaus | Zur Burg 3 Lage            |                                    | neugotischer Bruchsteinbau                                                                                     | Fotos hochladen                |
| Evangelische Kirche     | Zur Burg 5 Lage            | um 1700                            | barocker Saalbau, um 1700, Maßwerk des Vorgängers, 16. Jahrhundert                                             | weitere Bilder Fotos hochladen |
| Wohnhaus                | Zur Burg 8 Lage            | 19. Jahrhundert                    | Fachwerkhaus, Jochstreben, 19. Jahrhundert                                                                     | BW                             |